# レイセオン

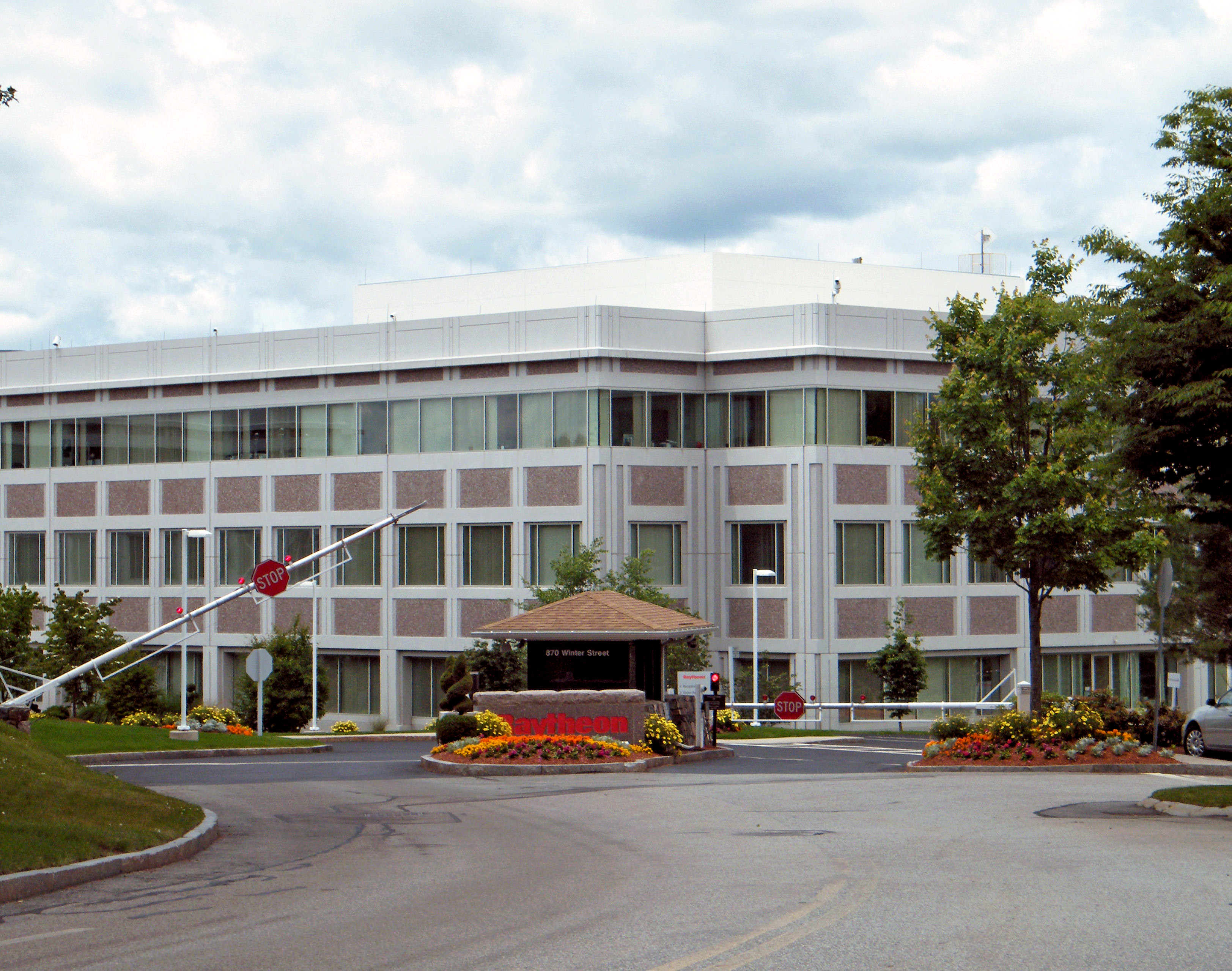
レイセオン本社（マサチューセッツ州ウォルサム）

レイセオン・カンパニー（英: Raytheon Company(英語版) ）は、かつて存在したアメリカ合衆国の軍需製品メーカー。2020年4月、ユナイテッド・テクノロジーズと合併し、レイセオン・テクノロジーズとなった。

## 歴史
創業
1922年にローレンス・K・マーシャル、ヴァンネヴァー・ブッシュ、チャールズ・G・スミスがマサチューセッツ州ケンブリッジでAmerican Appliance Companyとして創業する。最初の製品は「レイセオン」という名称の整流器で、1925年に「レイセオン」へ社名変更する。RaytheonのRayは英語で「光線」、theonはギリシャ語で「神々より」の意である。
第二次世界大戦中
レイセオンは英国のマグネトロン技術を基にしてマイクロ波レーダーの共同開発に着手し、マグネトロン・チューブの大量生産の成功により連合軍の勝利に貢献した。1945年、パーシー・スペンサーがマグネトロンは調理に使用できることを偶然の事故で発見。電子レンジ開発のきっかけになる。電子レンジは白物家電子会社のAmana社で生産されていたがレイセオンはエアコンメーカーのGoodmanにAmana社を売却、電子レンジを含め「白物家電」から撤退している。
- 1948年 - 誘導ミサイルを開発する。
- 1980年 - ビーチクラフト機の「ビーチ・エアクラフト・コーポレーション」社を傘下に収める。
- 1991年 - 湾岸戦争でパトリオットミサイルの映像が流れ知名度が上がる。
- 1993年 - 8月、ブリティッシュ・エアロスペース（BAe）から中型機ホーカー・ジェット機の製品ラインを買収し、「レイセオン・コーポレート・ジェッツ」とする。
- 1994年 - 9月、「ビーチ・エアクラフト・コーポレーション」と「レイセオン・コーポレート・ジェッツ」は合併し、子会社「レイセオン・エアクラフト・カンパニー」になる。
- 1995-1997年 - E-Systems社、Anschuetz社、Chrysler Technologies社、テキサス・インスツルメンツ社防衛部門、ヒューズ・エアクラフト（Hughes Aircraft）社を買収する。
- 2007年 - 3月26日、レイセオン・エアクラフト・カンパニー(ビーチクラフト及びホーカーシリーズの民間航空機部門)をゴールドマン・サックス系GSキャピタルパートナーズおよびオネックスパートナーズへ33億ドルで売却する。
- 2020年 - 4月、旧レイセオン社(Raytheon Company,NYSE:RTN)とユナイテッド・テクノロジーズの航空宇宙部門が経営統合しレイセオン・テクノロジーズ社 (Raytheon Technologies Corporation) が誕生。

## 主な製品
レイセオン社は世界第1位のミサイルメーカーであり、ミサイル防衛・情報・監視・偵察・精密攻撃、そして本土防衛関連の軍・政府系ミッションを手がけていた。その多くは軍事機密であった。
主力製品はミサイルのほかに戦闘システム（BCS）・電子戦システム・海上統合システム・統合空中システム・指揮統制システム・ネットセンサー・無人機/地上システム・宇宙戦略システム・各種ソナー・指向性エネルギー兵器・ナノエレクトロニクス・フリア・合成開口レーダー・連邦政府ITソリューション・地理空間システム・DCGS・NPOESSなど。
顧客はロスアラモス研究所・陸軍研究所など。近年では軍向けのパワードスーツも開発していた。
また、親会社であるRTXコーポレーションの事業部門は、レイセオン、プラット・アンド・ホイットニー、コリンズ・エアロスペースから構成されている。旧ユナイテッド・テクノロジーズ航空宇宙部門のプラット・アンド・ホイットニーが航空宇宙産業向けエンジンなどを、コリンズ・エアロスペースが航空宇宙システム他、化学、食品加工、建築、採掘に至るまで様々な工業製品を手がけている。
ミサイル
- RIM-66 SM-1/2MR
- RIM-156 SM-2ER
- RIM-161 SM-3
- RIM-174 SM-6
- AIM-174B
- MIM-104 パトリオット
- BGM-109 トマホーク
- AIM-7 スパロー
- RIM-7 シースパロー
- AIM-9 サイドワインダー
- AIM-54 フェニックス
- MIM-23 ホーク
- AGM-65 マーベリック
- AGM-88 HARM
- AGM-129 ACM
- BGM-71 TOW
- FGM-148 ジャベリン
- FIM-92 スティンガー
- RIM-116 RAM
- AIM-120 AMRAAM
- RIM-162 ESSM
- AGM-129 ACM
- AGM-154 JSOW
- AGM-176 グリフィン
- Mk.15 ファランクス 近接防御火器システム（CIWS）
- GBI（迎撃体EKVおよび地上配備レーダーGBR）
- NASAMS（コングスベルグ・ディフェンス&エアロスペースと共同開発）

レーダー
- AN/APG-63 レーダー（F-15搭載）
- AN/APG-65 レーダー（F/A-18搭載）
- AN/APG-73  レーダー（F/A-18搭載）
- AN/APG-77 レーダー（F-22搭載）
- AN/APG-79 レーダー（F/A-18E/F搭載）
- AN/SPS-49（オリバー・ハザード・ペリー級ミサイルフリゲート搭載）
- AN/SPS-55（オリバー・ハザード・ペリー級ミサイルフリゲート搭載）
- AN/SPY-3（ズムウォルト級ミサイル駆逐艦搭載）
- AN/SPY-6（アーレイ・バーク級ミサイル駆逐艦フライトIII搭載）
- 海上配備Xバンドレーダー

電子戦装置
- AN/ALE-50（F-16搭載）
- AN/SLQ-32（オリバー・ハザード・ペリー級ミサイルフリゲート搭載）

電子部品
- RC4558オペアンプ

## ダイバシティ施策
2005年に性的マイノリティの従業員も平等に働く機会を提供する施策を導入している。